# GE U25B形ディーゼル機関車

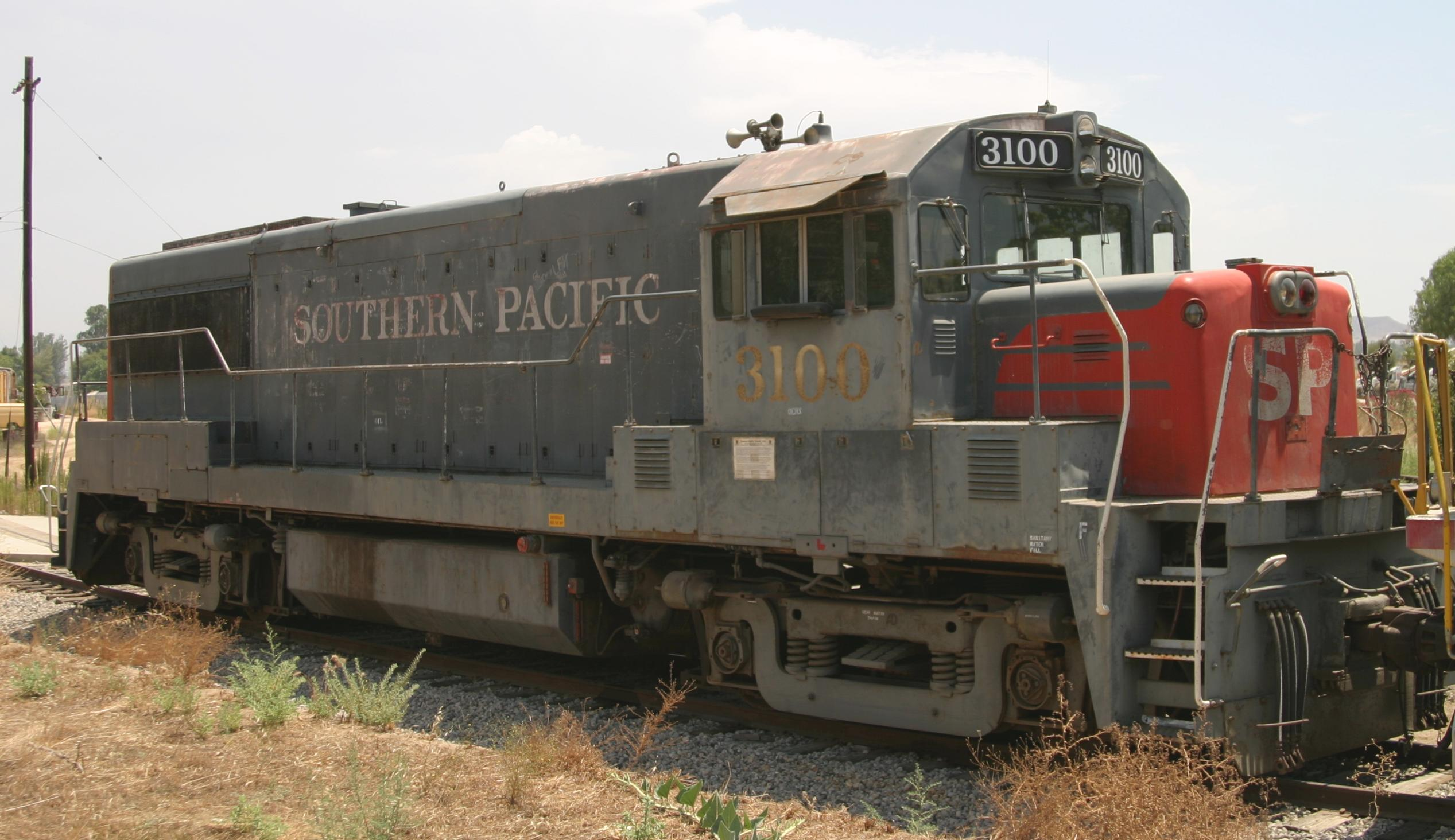
運転台側。

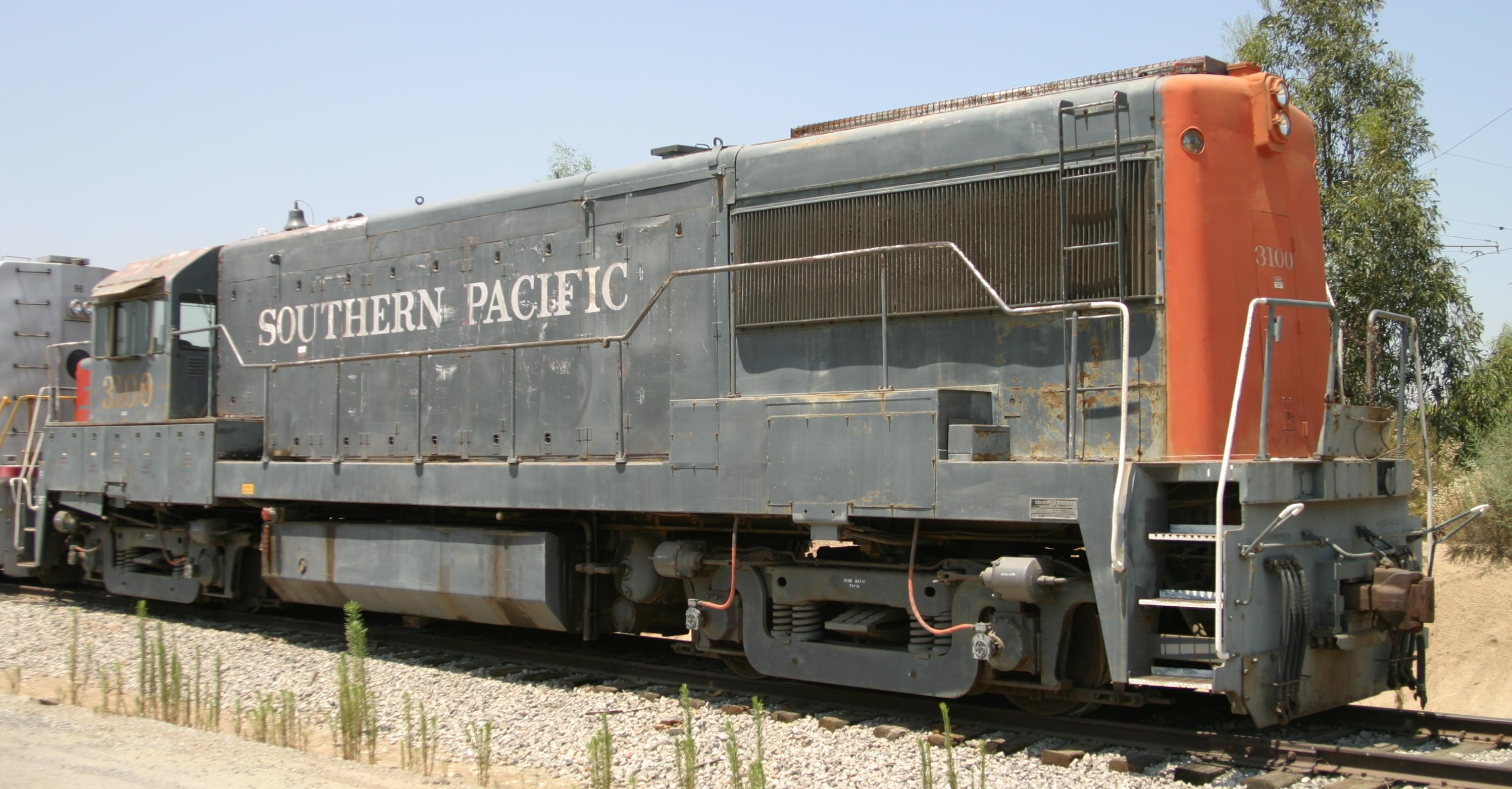
ロングフード側。

GE U25Bは、1959年から1966年までゼネラル・エレクトリック(GE)が製造した電気式ディーゼル機関車である。これ以前は小型のスイッチャー等を製造していたGEが、本格的に大型機関車の市場に進出するにあたって開発したものである。愛称はUボート。
1940年から1953年まで、GEはアメリカン・ロコモティブと共同で機関車の設計、生産、市場調査を行っていたが(Alco-GEという名称を使用していた)、その提携の解消後、GEは独力でU25Bを開発した。

## 歴史
1959年、GEは輸出用の試作車であるXP24を2両製造した。それをもとに、アメリカ国内向けに量産したのが本形式である。U25Bの開発とそのシリーズ展開の成功により、GEは今日の機関車製造のトップメーカーとなる下地を築いた。
本形式は従来のアメリカのディーゼル機関車には見られなかった、たくさんの革新的な考え方が投入されていた。機器室を与圧し、フィルターで浄化した空気をディーゼルエンジンや電装品の冷却用に導風するシステムは、保守の省力化に貢献した。U25Bの2,500馬力(1,860kW)という出力は、当時の4動軸のディーゼル機関車中、最大の出力を誇った。GM-EMDのGP20は2,000馬力、アメリカン・ロコモティブのRS27は2,400馬力であった。
最終的に478両という多数が製造されたU25Bであったが、1980年代末から1990年代初頭にかけて多くが廃車され、わずかな両数が博物館に保存されている。
U25Bへの対抗車種として、GM-EMDはGP30を、アルコはセンチュリー・シリーズを開発。どちらもU25Bの特長をそのまま採用したかのような設計であった。GP30は短期間でU25Bを凌駕する両数を販売したが、センチュリー・シリーズはそこまでのヒットとはならなかった。

## 形態
試作車であるXP-24はショート・フードが運転室と同じ高さまであるハイ・フード型であり、かつ先端部が円柱状であった。U25Bは、ほとんどがショート・フードの高さが低いロー・フード型であるが、一部にハイ・フード形がある。
運転室前面窓は、U25Bの初期のものはロー・フード形は1枚であり、のちに2枚となった。
のちに、一部の車両が試験的に2,750馬力に出力アップされ、それがU28Bに引き継がれた。

## 派生形式
本形式を2,800馬力にしたものがU28Bである。出力をそのままに、6動軸にしたものがU25Cである。さらに出力を2,800馬力にしたものが、U28Cである。

## 保存車両

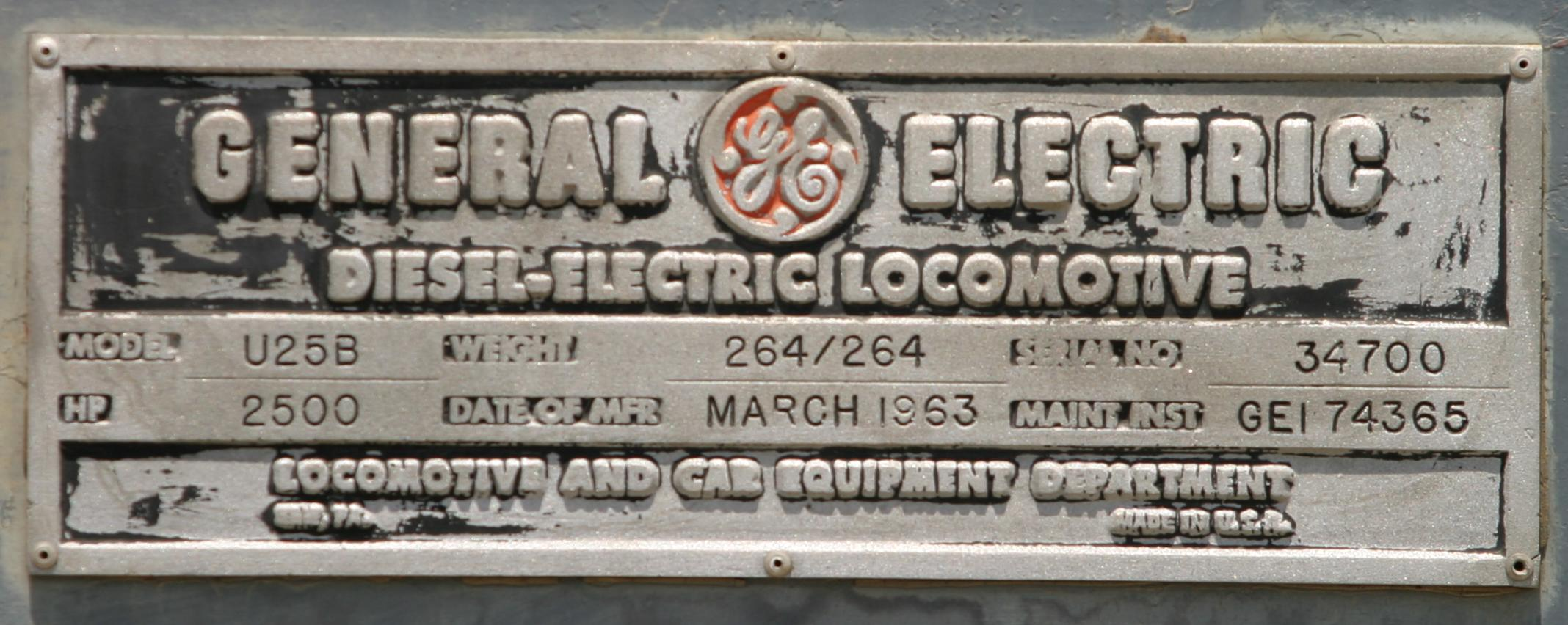
3100号の製造銘板。

サザン・パシフィック鉄道で使用されていたロードナンバー3100号が、カリフォルニア州ペリスのオレンジ・エンパイア鉄道博物館の常設展示物として動態保存されている。1963年に製造されたもので、最初は7508号とされ、のちに6800号となった。1976年にはアメリカ建国200周年を記念した白と青の塗装とされた。のちに3100号に改番され、通常の塗装パターンに戻され、そのまま博物館に収納された。現在でも走行できるように整備され、時に博物館を離れて使用されることがある。
また、もう1両、ミルウォーキー鉄道で5056号として使用されていた1965年製の車両が、イリノイ州ユニオンのイリノイ鉄道博物館でレストア中である。

## 新製時の所有者
| 鉄道運営会社                                                     | 両数 |
| ---------------------------------------------------------------- | ---- |
| アッチソン・トピカ・アンド・サンタフェ鉄道                       | 16   |
| チェサピーク・アンド・オハイオ鉄道                               | 38   |
| シカゴ・バーリントン・アンド・クインシー鉄道                     | 6    |
| シカゴ・ミルウォーキー・セント・ポール・アンド・パシフィック鉄道 | 12   |
| シカゴ・ロック・アイランド・アンド・パシフィック鉄道             | 39   |
| エリー・ラッカワナ鉄道                                           | 27   |
| ゼネラル・エレクトリック (U25Bの試作車。試作ナンバー XP-24)      | 2    |
| ゼネラル・エレクトリック (デモンストレーション用)                | 8    |
| グレート・ノーザン鉄道                                           | 24   |
| ルイビル・アンド・ナッシュビル鉄道                               | 27   |
| ニューヨーク・セントラル鉄道                                     | 70   |
| ニューヨーク・ニューヘイブン・アンド・ハートフォード鉄道         | 26   |
| ノーフォーク・アンド・ウェスタン鉄道                             | 1    |
| ペンシルバニア鉄道                                               | 59   |
| セント・ルイス・サンフランシスコ鉄道                             | 28   |
| サザン・パシフィック鉄道                                         | 68   |
| ユニオン・パシフィック鉄道                                       | 12   |
| ウォバッシュ鉄道                                                 | 15   |